# Brideshead Revisited
Brideshead Revisited (Brasil: Retorno a Brideshead / Portugal: Reviver o Passado em Brideshead) é um romance do escritor inglês Evelyn Waugh publicado em língua inglesa com o título Brideshead Revisited, the Sacred and Profane Memories of Capt. Charles Ryder em 1945.

## Resumo da Obra
Um livro delicioso sobre a doce melancolia dos tempos que já não voltam mais. Evelyn Waugh conseguiu, ao escrever Reviver o passado em Brideshead com incrível veracidade e subtil detalhe, captar o ambiente social dos Marchmain, uma família nobre inglesa, no período que antecede a II Grande Guerra.
Charles acaba por se afastar, casar e ser pai de dois filhos, mas o reencontro fortuito com outro Marchmain, desta vez a irmã mais velha de Sebastian, Julia, por quem agora se apaixona, leva-o de volta ao turbilhão de Brideshead. Reviver o passado em Brideshead é, pois, a história de uma intensa paixão de juventude que não pode ser revivida nunca mais...
É um livro que aborda, como questão de fundo: desde o amor de amizade, o amor conjugal e o amor a Deus.

## Crítica
O crítico e poeta John Lehmann escreveu que Brideshead Revisited:
"...Trata-se de "uma história trágica contada com extrema habilidade, com impressionantes retratos dos diversos personagens; mas não podemos esconder a impressão...que o desenvolvimento da tragédia seria mais convincente e possuiria uma significação mais profunda se as convicções do novelista tivessem raiz nos seus sentimentos da mesma forma do que no seu intelecto..."— John Lehmann, Correio da Manhã, 9 de setembro de 1945.

## Adaptação Televisiva
"Reviver o passado em Brideshead" foi, com enorme sucesso, adaptado em 1981 para uma série de televisão produzida pela Granada Television e realizada por Charles Sturridge e tendo como protagonistas Jeremy Irons no papel de Charles, Anthony Andrews como Sebastian Flyte,  Laurence Olivier como Lord Marchmain, Claire Bloom como Lady Marchmain, Diana Quick como Julia Flyte e John Gielgud como pai de Charles. Para cenário da grande residência senhorial que dá título ao livro, foi escolhido o Castle Howard, um palácio rural barroco situado no Yorkshire.